# Episodi di DuckTales (serie animata 2017) (terza stagione)
La terza e ultima stagione della serie animata DuckTales, composta da venticinque episodi, è stata trasmessa in prima visione negli Stati Uniti d'America dal 4 aprile 2020 al 15 marzo 2021 su Disney XD. L'edizione italiana dei primi dieci episodi è stata pubblicata su Disney+ il 30 aprile 2021, ma resa disponibile sul catalogo italiano solo il 13 ottobre.
| nº (assoluto) | nº (stagione) | Titolo originale                                                  | Titolo italiano                                                              | Prima TV USA      | Pubblicazione Italia |  |
| ------------- | ------------- | ----------------------------------------------------------------- | ---------------------------------------------------------------------------- | ----------------- | -------------------- |  |
| 51            | 1             | Challenge of the Senior Junior Woodchucks!                        | La sfida delle Giovani Marmotte Senior                                       | 4 aprile 2020     | 13 ottobre 2021      |  |
| 52            | 2             | Quack Pack!                                                       | La foto di famiglia                                                          | 4 aprile 2020     | 13 ottobre 2021      |  |
| 53            | 3             | Double-O-Duck in You Only Crash Twice!                            | 00-Jet: ci si schianta solo due volte                                        | 11 aprile 2020    | 13 ottobre 2021      |  |
| 54            | 4             | The Lost Harp of Mervana!                                         | L'arpa perduta di Mervana                                                    | 18 aprile 2020    | 13 ottobre 2021      |  |
| 55            | 5             | Louie's Eleven!                                                   | Gli undici di Qua                                                            | 25 aprile 2020    | 13 ottobre 2021      |  |
| 56            | 6             | Astro B.O.Y.D.!                                                   | BOID torna a casa                                                            | 2 maggio 2020     | 13 ottobre 2021      |  |
| 57            | 7             | The Rumble for Ragnarok!                                          | Lotta per la salvezza della Terra                                            | 9 maggio 2020     | 13 ottobre 2021      |  |
| 58            | 8             | The Phantom and the Sorceress!                                    | Il fantasma e la fattucchiera                                                | 21 settembre 2020 | 13 ottobre 2021      |  |
| 59            | 9             | They Put a Moonlander on the Earth!                               | Ruota panoramica con sorpresa                                                | 28 settembre 2020 | 13 ottobre 2021      |  |
| 60            | 10            | The Trickening!                                                   | Scherzo di Halloween                                                         | 5 ottobre 2020    | 13 ottobre 2021      |  |
| 61            | 11            | The Forbidden Fountain of the Foreverglades!                      | La fontana della giovinezza                                                  | 12 ottobre 2020   | 8 dicembre 2021      |  |
| 62            | 12            | Let's Get Dangerous! - Part 1: The St. Canardian Guardian!        | Dagli addosso, Duck! - Prima parte: Il guardiano canardese!                  | 19 ottobre 2020   | 8 dicembre 2021      |  |
| 63            | 13            | Let's Get Dangerous! - Part 2                                     | Dagli addosso, Duck! - Seconda parte                                         | 19 ottobre 2020   | 8 dicembre 2021      |  |
| 64            | 14            | Escape from the ImpossiBin!                                       | L'impossibile fuga dal deposito                                              | 26 ottobre 2020   | 8 dicembre 2021      |  |
| 65            | 15            | The Split Sword of Swanstantine!                                  | La spada divisa di Swanstanstine!                                            | 2 novembre 2020   | 8 dicembre 2021      |  |
| 66            | 16            | New Gods on the Block!                                            | Un nuovo dio dell'Olimpo                                                     | 9 novembre 2020   | 8 dicembre 2021      |  |
| 67            | 17            | The First Adventure!                                              | La prima avventura!                                                          | 16 novembre 2020  | 8 dicembre 2021      |  |
| 68            | 18            | The Fight for Castle McDuck!                                      | Lotta per il Castello de' Paperoni!                                          | 23 novembre 2020  | 8 dicembre 2021      |  |
| 69            | 19            | How Santa Stole Christmas!                                        | Paperone salva il Natale                                                     |                   | 8 dicembre 2021      |  |
| 70            | 20            | Beaks in the Shell!                                               | Una corazza per Becchis                                                      | 22 febbraio 2021  | 8 dicembre 2021      |  |
| 71            | 21            | The Lost Cargo of Kit Cloudkicker!                                | Il carico perduto di Kit                                                     | 1º marzo 2021     | 8 dicembre 2021      |  |
| 72            | 22            | The Life and Crimes of Scrooge McDuck!                            | Vita e crimini di Paperon de' Paperoni                                       | 8 marzo 2021      | 9 marzo 2022         |  |
| 73            | 23            | The Last Adventure!: Part 1 - A Tale of Three Webbys!             | L'ultima avventura! - Prima parte: Racconto di tre Gaia                      | 15 marzo 2021     | 9 marzo 2022         |  |
| 74            | 24            | The Last Adventure!: Part 2 - The Lost Library of Isabella Finch! | L'ultima avventura! - Seconda parte: La biblioteca perduta di Isabella Finch | 15 marzo 2021     | 9 marzo 2022         |  |
| 75            | 25            | The Last Adventure!: Part 3 - Tale's End                          | L'ultima avventura! - Terza parte: Fine della storia...                      | 15 marzo 2021     | 9 marzo 2022         |  |

## La sfida delle Giovani Marmotte Senior
- Titolo originale: Challenge of the Senior Junior Woodchucks!
- Soggetto: Francisco Angones, Madison Bateman, Colleen Evanson, Christian Magalhaes, Bob Snow
- Sceneggiatura: Francisco Angones, Madison Bateman
- Regia: Matthew Humphreys

### Trama
É il giorno della promozione delle Giovani Marmotte, e i candidati al titolo di "Marmotta Senior" sono due: Qui e Violet, per questo motivo viene indetto uno spareggio attraverso una gara in quanto solo una Marmotta può essere promossa. La sfida consiste nel cercare di contrassegnare più mete nella zona intorno alla sede delle Marmotte, tuttavia Qui (privato del manuale) rimane indietro rispetto alla sua avversaria, finché non riesce a superarla approfittando di un suo momento di difficoltà, solo per venire salvato da Violet seppure non se lo meritasse. Vedendo il ragazzo sul punto di gettare via le sue medaglie, Violet gli rivela di aver fallito anche la prova l'anno precedente (guadagnandosi pure un distintivo per il fallimento), spronandolo a non abbattersi al primo errore. Raggiunta la meta finale, Violet riceve la promozione e Qui decide di ricevere la sua medaglia per fallimento. 
Nel frattempo, Paperone invita Gaia, Quo, Qua, Paperino e Della alla ricerca del tesoro della leggendaria fondatrice delle Giovani Marmotte Isabella Finch, una delle prime eroine che lo spinse all'avventura. Sul tragitto sono seguiti da uno strano pennuto che li conduce a un'avventura diversa, innervosendo Paperone che riscopre, grazie alla famiglia, che l'avventura non deve seguire mappe o indizi e acconsente a seguire il pennuto. Lo strano uccello, difatti, li porta al tesoro di Isabella: il suo diario perduto contenente tutte le sue avventure incompiute e tutti i reperti mitologici che non riuscì a trovare. Ora Paperone è intento a portare a termine le avventure della sua eroina. Purtroppo anche la F.O.W.L. è interessata a quel diario, e i paperi ancora non lo sanno.

## La foto di famiglia
- Titolo originale: Quack Pack!
- Soggetto: Francisco Angones, Madison Bateman, Colleen Evanson, Christian Magalhaes, Bob Snow
- Sceneggiatura: Bob Snow
- Regia: Tanner Johnson

### Trama
I Paperi faranno a breve una foto di famiglia ma qualcosa non sembra corretto, tutta la famiglia sembra essere diventata il cast di una sitcom: vestiti classici, voci diverse, ospiti speciali, pubblicità e risate da parte di un pubblico invisibile. Tuttavia, solo Qui sembra accorgersi della strana anomalia. Pian piano, Qui scopre di essere effettivamente su un surreale set televisivo e i suoi parenti, con fatica, iniziano a realizzarlo. Tramite un flashback, i Paperi ricordano che (nella realtà) a caccia del primo tesoro non trovato di Isabella, la lampada di Colli Baba, si trovarono circondati da scorpioni giganti. A quel punto, Paperino, tremando dalla paura, aveva desiderato che la sua famiglia avesse problemi normali e, nel farlo, aveva inavvertitamente strofinato la lampada, liberando il genio Gene, che aveva reso le loro vite una sitcom, in cui era entrato come protagonista delle pubblicità e ospite speciale. Gene, inoltre, rivela che Paperino ha altri due desideri disponibili, ma si rifiuta di tornare alla normalità, in quanto trova la loro normale vita televisiva piacevole. Anche il desiderio combatte contro il volere dei Paperi di tornare alla normalità, aizzandogli contro il pubblico (composto da esseri umani) e le altre guest star. Intanto, Paperino e il fotografo (Pippo) stanno allestendo il set per la foto quando quest'ultimo rivela che anche lui e suo figlio hanno avuto foto anormali ma che hanno creato un legame particolare che una foto organizzata non può catturare. Paperino, quindi, decide di annullare il desiderio e tutto torna alla normalità e i Paperi sono riportati alla caverna di Colli Baba. Come ultimo desiderio, Paperino chiede la foto della sua famiglia che prende a pugni il pubblico.

## 00-Jet: ci si schianta solo due volte
- Soggetto: Francisco Angones, Madison Bateman, Colleen Evanson, Christian Magalhaes, Bob Snow
- Sceneggiatura: Christian Magalhaes
- Regia: Jason Zurek

### Trama
Quo e Jet, da Spassy, stanno giocando ininterrottamente da ore a un videogioco spionistico in realtà virtuale, Paperone li va quindi a prendere, mettendo su di giri la FOWL, la cui base è proprio sotto il locale. I due agenti FOWL Airone Nero e l'inetto Becco d'Acciaio vengono incaricati da Bradford Buzzard di impedire a Paperone di scoprire la nuova arma di Airone: un raggio che altera l'intelligenza. Becco d'Acciaio, però, prende di mira Jet e Quo, che lo scambiano per un boss del gioco, ignorando che sia un pericolo reale. I due vengono rinchiusi nelle celle della FOWL, ma riescono a fuggire. Intanto, Becco d'Acciaio, schernito da Airone per la sua incapacità, la colpisce con il suo raggio rendendola stupida, poi colpisce anche Jet e porta via Quo. Il raggio, tuttavia, rende Jet non stupido ma intelligente: egli riesce quindi a fermare Becco d'Acciaio, aiutato da un gruppetto di roditori che Airone usava come cavie, ma deve sacrificare la sua intelligenza per salvare Paperopoli dal raggio della stupidità. Jet e Quo si risvegliano quindi alla sala giochi di Spassy. Becco d'Acciaio e Airone Nero vengono riportati alla base, Airone viene rimessa mentalmente a posto da Brafdorf e Becco d'Acciaio viene redarguito, il capo quindi ricorda ai due che non vogliono distruggere o dominare il mondo, ma solo soffiarlo dalle mani di Paperone.

## L'arpa perduta di Mervana
- Soggetto: Francisco Angones, Madison Bateman, Colleen Evanson, Christian Magalhaes, Bob Snow
- Sceneggiatura: Colleen Evanson
- Regia: Tanner Johnson

### Trama
Il secondo dei tesori di Isabella Finch è l'Arpa di Mervana, un'antica città inabissata abitata da sirene. Raggiunta in sottomarino Mervana, Paperone e gli altri scendono a esplorare, mentre Della rimane a bordo del mezzo a causa della sua fobia dei pesci. I Mervaniani si rivelano esseri pacifici e accoglienti, che lasciarono la terraferma per poter fuggire ai suoi pericoli prima che re Honestus sparisse alla ricerca della verità. Qua, diffidente nei loro confronti, nota una caverna e ci entra assieme a Gaia e Tata. Intanto, gli altri sono sottoposti a delle prove per dimostrarsi degni di esplorare Mervana, che Paperone non riesce a superare. Qua, Gaia e Tata, usciti dalla grotta, trovano nelle rovine l'Arpa, un essere senziente che dice e rivela sempre la verità. L'Arpa spiega che la città, abitata da creature che potevano sia camminare che inabissarsi, cadde in rovina per l'amore che Honestus aveva per la vita marina: questo squilibrio portò la città al suo affondamento ed Honestus, per fuggire dalla realtà e la verità, scappò via e divenne un mostro marino, che i tre paperi avevano incontrato nella grotta. Inoltre l'Arpa rivela che Tata diffidava sin da subito dei Mervaniani come Qua, deludendo e intristendo Gaia. Tata, Qua, Gaia e l'Arpa tornano a Mervana, inseguiti da Honestus. Per sconfiggerlo, i paperi capiscono che devono portarlo sulla terraferma e riportare l'equilibrio a Mervana. Con l'aiuto dei Mervaniani, che tornano dopo anni di vita marina a camminare sulla terraferma, e Della, che supera la sua fobia per i pesci, Honestus torna in sé sulla terraferma e accetta di affrontare anche il mondo di superficie. I Paperi se ne vanno, e Tata promette a Gaia di essere sempre sincera con lei e di non avere più segreti, nonostante l'Arpa non concordi con questa sua promessa.

## Gli undici di Qua
- Soggetto: Francisco Angones, Madison Bateman, Colleen Evanson, Christian Magalhaes, Bob Snow, Ben Siemon
- Sceneggiatura: Francisco Angones, Madison Bateman
- Regia: Matthew Humphreys

### Trama
I tre caballeros, prima di iniziare il loro tour, vogliono farsi conoscere, ma Paperone non è intenzionato a sponsorizzarli, quindi Qua escogita un piano: farli suonare alla festa di Emma Glamour, la famosa stilista e creatrice di tendenze, in cambio di metà dei guadagni che faranno. Dopo aver preparato congegni comunicativi e inviti falsi, Qua, Quo e i Caballeros devono solo superare un ultimo ostacolo: Paperina, l'assistente di Glamour che distribuisce i pass agli artisti sul palco. Superato il buttafuori Falcon Sepolcris, i cinque entrano alla festa dove, dopo aver macchiato l'impermeabile di Paperina, Paperino resta bloccato con lei in ascensore. Qua, intanto, tenta di raccontare a Glamour dei caballeros, ma non viene ascoltato. Nel mentre Paperina, togliendosi il suo impermeabile, mostra a Paperino il suo vestito da lei creato per farsi notare dal suo capo. Parlando, i due trovano molti interessi comuni e Paperina rivela di comprendere perfettamente la voce di Paperino e decide di aiutarlo. Intanto, alla sala grande, Falcon deruba Emma del suo cellulare per portarlo al suo cliente, che si rivela essere (di nuovo) Mark Becchis, figlio di Emma, intenzionato a diventare con la sua lista la nuova tendenza annuale. Quo, quindi, col consenso di Qua, incanta tutti quanti con la sua maldestra abilità con lo yoyo e i caballeros e Paperina ne approfittano per mettere KO gli sgherri di Falcon. Glamour, quindi, ringrazia Paperina per aver salvato la serata e l'ammira per il suo vestito, dopodiché, consente ai caballeros di suonare sul palco.

## BOID torna a casa
- Soggetto: Francisco Angones, Madison Bateman, Colleen Evanson, Christian Magalhaes, Bob Snow, Ben Siemon
- Sceneggiatura: Christian Magalhaes
- Regia: Jason Zurek

### Trama
BOID e Tonty sono entrati nelle Giovani Marmotte e Qui è diventato amico del robottino ma un giorno, dicendo di quanto essi siano "unici", BOID dà di matto. Qui lo porta da Archimede, ma questi lo riconosce: BOID, originariamente chiamato 2BO, era una delle sue prime creazioni quando lavorava a Tokyolk per il Dr. Akita. Archimede non riesce a trovare la fonte del problema, sepolta sotto mille sovrascritture del suo hard drive, costringendo Archimede, Robopap, Qui e BOID a tornare in Giappone a trovare una soluzione. Nonostante Archimede chieda la massima discrezione, il gruppo è tenuto d'occhio dall'Ispettore Tezuka, che nutre odio per i robot. Arrivati al vecchio laboratorio, Archimede usa un macchinario per capire il problema, ma quando si assenta per riparare la lampadina di Edi, Fenton capta un messaggio della polizia e corre, assieme a BOID e Qui a sgominare il crimine con il loro aiuto per dimostrare che BOID è buono. I due riescono nella cattura, ma BOID e Qui si perdono sulla via di ritorno per il laboratorio e Robopap viene arrestato da Tezuka, facendo capire a Fenton che il suo odio per i robot deriva dalla volta in cui Archimede e Akita aizzarono un robot distruttivo tempo addietro e Akita è ancora a piede libero. Tornando al laboratorio, BOID scopre di poter volare e Archimede gli mostra la sua prima memoria: quando lui e Akita lo crearono come strumento di difesa, 2BO ha avuto un malfunzionamento e ha quasi raso al suolo Tokyolk fino a quando Tezuka non lo spense, poi finì a Paperopoli dove fu trovato e "adottato" da Becchis. Archimede decide quindi di distruggerlo. Akita esce allo scoperto e comanda a BOID di distruggere la città, mentre Robopap tenta di fermarlo. Tuttavia Qui scopre un'altra prima memoria, in cui Archimede era intenzionato a programmarlo come bambino vero, prima che Akita lo riprogrammasse come arma di distruzione. Furioso che, dopo quell'incidente, Archimede è sempre stato associato come lo scienziato pazzo che crea invenzioni malvagie, l'inventore sconfigge Akita e poi convince 2BO a sole parole che lui è buono. Inoltre, per non far fare a Fenton la sua stessa fine, decide di assumerlo a tempo pieno come socio.

## Lotta per la salvezza della Terra
- Soggetto: Francisco Angones, Madison Bateman, Colleen Evanson, Christian Magalhaes, Bob Snow, Ben Siemon
- Sceneggiatura: Bob Snow
- Regia: Vince Aparo, Kristen Gish, Victoria Harris

### Trama
Ogni dieci anni, il temibile serpente divino nordico Jormungand è prossimo a divorare il mondo, ma può essere fermato se il campione della Terra riesce a batterlo in una serie di sfide di lotta. Nei precedenti anni, Paperone fu quel campione e riuscì a tenere a bada Jormungand, ma sa che probabilmente uno dei suoi nipotini (Gaia compresa) erediterà questo titolo. Per prepararli a tale evenienza, Paperone porta tutti e quattro nel Valhalla, dove si terranno le sfide affinché sappiano cosa affronteranno in futuro. La gara si svolge su un ring (in quanto furono gli dei nordici a creare il wrestling) e i nipoti vedono che il favorito dei nordici pare essere Jormungand e non Paperone, in quanto lui stesso abbraccia il ruolo di heel. Dopo il primo match, vinto da Paperone, il pubblico lo fischia e quando Quo prova a difenderlo e spiegare che lui è il buono, qualcuno gli butta una sedia addosso, ma Paperone incassa il colpo, ferendosi la schiena e venendo costretto a una sostituzione da parte dei suoi pargoli. Con Qui e Jet che commentano i match (con Jet che fa un figurone come annunciatore wrestler, mentre Qui fa una figuraccia dietro l'altra) e con Qua che vende merchandise, rimangono solo Gaia e Quo, ma Paperone ha dei dubbi su Quo, reputandolo incapace di sopravvivere alla folla di odiatori. Difatti, Quo, rifiutandosi di fare il "cattivo", si trova in stretta difficoltà nella seconda sfida di Tag-Team con Gaia e, inevitabilmente, perdono la seconda sfida. Per la sfida decisiva, Jormungand propone una battle royal match. Prima dello scontro, Paperone rassicura Quo che ha apprezzato il suo impegno, nonostante la sconfitta, ma che si deve sacrificare qualcosa, compresa la parte del buono, in simili battaglie per il destino della Terra. Quo e Qui si mettono in disparte a pensare come non sono capaci l'uno come successore di Paperone e l'altro come annunciatore, ma arriva Qua a tirarli su di morale: Qui dovrebbe prendere esempio da Jet e Quo dovrebbe accontentarsi del titolo di Campione della Terra anziché della popolarità. Dopo aver sconfitto Paperone, Jet, Gaia e Tata sul ring, Jormungand sfida Quo e il serpente lo combatte facilmente solo con la coda, ma la sua boriosità inizia a costargli il favore del pubblico e Quo lo guadagna, sconfiggendo così il serpente. Prima di tornare, Paperone decide di fare al pubblico un altro regalo: uno scontro amichevole tra lui e Quo per il titolo di Campione della Terra.

## Il fantasma e la fattucchiera
- Sceneggiatura: Colleen Evanson
- Regia: Matthew Humphreys, Stephanie Gonzaga

### Trama
L'amuleto di Lena (adottata dalla famiglia di Violet) risponde quasi automaticamente a ogni input, provocando disastri su disastri. Non volendo più avere magiche esperienze, Lena rimane alla Villa assieme a Gaia e Violet a dormire, mentre gli altri vanno per un'altra avventura in un'altra dimensione. A notte fonda, Gastone bussa alla porta: la sua fortuna è stata rubata e la sua vita è banale non facilitata dalla dea bendata. Qualcun altro arriva alla Villa, una misteriosa figura incappucciata che ha appena assorbito il portale da cui Paperone e gli altri sono passati con un guanto assorbi-magia. Violet lo riconosce: è Macchia Nera, il celebre ladro della magia da lui stesso odiata e agente della FOWL. Vedendo come stava per attaccare Lena, prima che Gaia lo costringesse alla fuga danneggiandogli il guanto (con cui ha rubato anche la fortuna di Gastone), le ragazze capiscono di doverlo combattere con la magia, e se Lena non sa controllare il suo amuleto, c'è una sola persona che potrà aiutarla a controllarlo: Amelia. I quattro giungono al suo nuovo covo, nella palude di Paperopoli.
Inizialmente, la fattucchiera non vede l'ora di riavere i suoi poteri e la sua ombra indietro, ma quando scopre di Macchia Nera, il suo umore muta completamente: decenni fa, Amelia rase al suolo un villaggio da lei dominato, ma l'unico villico che sopravvisse, Macchia Nera per l'appunto, promise vendetta, giurando che l'avrebbe prima drenata della sua magia e poi l'avrebbe distrutta e a ogni scontro lui diventa sempre più forte. Dopo una lunga discussione, Lena accetta di farsi insegnare da sua zia a controllare i suoi poteri e, dopo un tanto arduo quanto veloce allenamento, Lena riesce a padroneggiare la magia dell'amuleto, quindi Amelia fa provare Lena a padroneggiare la propria magia senza l'amuleto. Proprio allora, giunge Macchia Nera. Gastone si nasconde e le altre provano a contrastarlo e rimuovergli il guanto aspira-magia, ma non hanno successo. Dopo averle stese, Macchia assorbe tutta la magia dell'amuleto e Lena inizia pian piano a sparire. Gaia le suggerisce di concentrarsi sulla sua magia, alimentata dal suo bracciale dell'amicizia e da quello di Gaia e Violet: Lena, quindi padroneggia la sua magia e sovraccarica il guanto di Macchia Nera, distruggendolo e liberando la magia catturata, Gastone torna fortunato e Macchia fugge via. Tuttavia, ora che Lena non necessita più l'amuleto, Amelia riottiene il suo scettro e ritorna magica, ma Lena lo getta nel pantano paludoso, lasciando Amelia mentre scandaglia il fondo della palude alla sua ricerca.

## Ruota panoramica con sorpresa
- Sceneggiatura: Sam King, Bob Snow
- Regia: Jason Zurek, Sam King

### Trama
Gaia vorrebbe passare il tempo a giocare con i ragazzi, ma sono tutti pigri e spaparanzati davanti alla TV. Per sua fortuna, Quo decide di venire con lei alla nuova ruota panoramica di Famedoro, nella speranza che vi sia un incidente che lo renda protagonista di diversi talk show. Su suggerimento di Della, i ragazzi si portano dietro anche Penumbra, in modo da poterle far godere le gioie della Terra che lei ha poco sperimentato. Penumbra rifiuta, avendo come unico pensiero di tornare sulla Luna, ma scopre con orrore che ai lunari piace la vita sulla Terra e, non volendo dimostrare di aver paura delle novità o del divertimento, accetta di andare con i ragazzi e Jet, che ha una cotta per lei. Giunti al porto, Gaia tenta di intrattenere Penny, ma senza buoni risultati, e Jet tenta di parlarle, anche lui senza successo. Alla fine, Gaia scopre che a Penumbra non piace la vita sulla Terra perché le piaceva essere considerata l'eroina dei lunari che li proteggeva da minacce come l'acaro gigante. Gaia la capisce, avendo passato anni nella Villa come una reclusa per poi non trovarsi bene nel mondo esterno, ma poi si è adattata e ha imparato a coabitare in quel mondo sconosciuto grazie agli amici e la famiglia, il tutto senza dimenticare il suo "piccolo mondo felice". Penny, quindi, decide di fare un ultimo tentativo e inizia a godersi le comodità terrestri, ma dà di matto quando, mangiando in fretta un gelato, le si gelano le meningi. Intanto, Famedoro inaugura la sua ruota panoramica, affiancato da Gibbous, un lunare suo dipendente, che non capendo l'ironia dagli ordini, chiama l'ispettrice della sicurezza che, sul punto di chiudere la struttura, viene ingannata da Famedoro che accusa la scatenata Penumbra di avergli sabotato l'attrazione. Nell'inseguimento che segue, Gaia e Quo si rifugiano nella ruota panoramica, ma Famedoro l'attiva, rivelando che è in realtà un cannone progettato per distruggere Villa de' Paperoni. L'ispettore rivela che, fortunatamente, non essendo ben strutturato, il cannone cadrà a pezzi ancor prima di sparare, ma Quo e Gaia sono chiusi nella cabina, posta in cima alla ruota. Penumbra allora salva i due paperotti prima del crollo della giostra, contenta di salvare qualcuno da "mostri" ben più grossi degli acari. Famedoro viene multato, Penumbra accetta la vita sulla Terra e Jet riesce a fare amicizia con lei.

## Scherzo di Halloween

### Trama
È Halloween. Qui, Quo, Qua e Gaia si preparano all'annuale dolcetto o scherzetto. Paperone, vestito da scheletro, per poter rivivere la bella esperienza di mangiare dolci, chiude la villa, mentre Paperino e Della, dovendo rinunciare all'accogliere i bambini, fanno visita a Jet. Qua convince i ragazzi ad andare a Casa Nocciola, la dimora più paurosa di Paperopoli. All'interno, i ragazzi si ritrovano davanti a burattini semoventi con le loro sembianze e, inseguiti da diversi mostri, scappano nel giardino sul retro, adibito a cimitero, venendo comunque circondati dai mostri che, come scoprono che non hanno caramelle con loro, li lasciano andare. È mezzanotte: Halloween è finito e né i mostri né i ragazzi hanno ottenuto caramelle quest'anno, deprimendo Qui e mettendo a disagio Qua, che li ha deviati dal percorso che avrebbe garantito caramelle a volontà per seguire una leggenda, mentre i mostri, non avendo ottenuto dolci, non sono soddisfatti e decidono che i ragazzi diventeranno la loro cena. Della e Paperino, intanto, fanno visita a Jet al suo garage, fortificato poiché spaventato dai costumi dei bambini, che scaccia via con una motosega: egli crede infatti che Halloween sia tutta colpa sua dopo essere entrato a Casa Nocciola e aver letto un incantesimo (la bustina di una caramella) che ha fatto apparire mostri in città. Jet decide di tornare a casa Nocciola a spezzare la maledizione, seguito da Paperino e Della, dove tutti quanti accidentalmente spaventano i mostri. Dopo aver capito che sono tutti innocui, i mostri si complimentano e capiscono che lo spirito di Halloween, oltre che nel ricevere dolcetti, sta anche nel ricevere scherzetti e spaventi.

## La fontana della giovinezza

### Trama
Alla ricerca della perduta fonte della giovinezza di Foreverglades, uno dei misteri di Isabella Finch, Paperone e i ragazzi si fermano all'Hotel Conquistador, in Sudamerica, vicino a dove Ponce de León sparì per cercare la fonte, ma lì, oltre a una folla di giovani in vacanza, trovano anche Doretta. Non volendo che le rubi questo tesoro, Paperone e Gaia corrono subito alla ricerca della fonte, lasciandosi alle spalle i ragazzi, venendo però seguiti da Rockerduck, ancora in vita grazie alla scienza criogenica, intenzionati a prendere possesso della fontana per conto della FOWL. Paperone e Doretta, nella corsa, cascano nel fiume e ne escono ringiovaniti. Poco dopo, i due insieme a Gaia trovano la fonte, presso la quale vengono raggiunti anche da Rockerduck e Jeeves, ma scoprono che essa non alimenta il fiume ed è inoltre prosciugata. Intanto, i gemelli, non accorgendosi di essere rimasti soli all'hotel, sono lasciati nelle mani di Qui, il più anziano e più responsabile. Mentre Qua vuole solo rilassarsi, Quo tenta di ribellarsi al programma e fare un bagno in piscina, riuscendo solo a sfiorarne l'acqua per via degli studenti in vacanza. Più tardi, i ragazzi si accorgono che Quo è diventato più alto, ed egli cerca subito di approfittarsene prendendo le redini come "fratello maggiore", creando solo scompiglio. Qua, intanto, insospettitosi dall'improvvisa comparsa di tanti anziani, realizza che il manager è Ponce de León, che usa l'acqua della fonte, confluita nella piscina, per rubare la giovinezza degli ospiti, imbottigliandola in borracce per se stesso (si scopre infatti che Doretta ne aveva rubata una, dalla quale ci avevano poi bevuto sia lei che Paperone). Messi insieme i pezzi, Gaia, Doretta, Paperone accorrono immediatamente all'hotel. Doretta tenta di scappare con una tanica d'acqua ringiovanente, mentre Paperone rimane a combattere Ponce e un ringiovanito Rockerduck, ma vedendo Qua preoccupato per l'esito dello scontro, getta la tanica al tirapiedi di Rockerduck, costringendolo alla fuga. Paperone fa cadere Ponce nella piscina, ma questi si aggrappa a lui, portandoselo dietro. Doretta, quindi, si butta per salvare Paperone, tornando con lui alla normale età, mentre Ponce invecchia fino a polverizzarsi. Con le scorte d'acqua ringiovanente tutti tornano alla propria età, compreso Quo, e Doretta per una volta decide di rimanere, invece che scappare come al solito.

## Dagli addosso, Duck!

### Trama
Paperone, Jet e i gemelli giungono a Saint Cannard, per incontrare il direttore della succursale delle Industrie de' Paperoni, Toros Bulba e vedere la sua ultima creazione, ma Jet e Quo si dividono dal gruppo per andare a trovare un amico, Drake Mallard, che protegge Saint Cannard sotto i panni di Darkwing Duck. Toros, un pimpante e allegro direttore, mostra a Paperone, Qui e Qua il RAMROD, un congegno in grado di materializzare cose dal nulla. Jet e Quo, intanto, incontrano Drake, ed in seguito notano e fermano una giovane papera intenta ad intrufolarsi nelle industrie de' Paperoni per rubare la chiavetta del RAMROD: essa si presenta come Ocalina Weddlemeyer, la nipote del vero creatore del macchinario, scomparso dopo aver avvertito dell'instabilità della macchina il collega Toros, su cui ora gravano sospetti. Darkwing è incredulo, ma Quo decide di aiutarla e, poco dopo, convinto da Jet, anche Darkwing accetta. I tre si intrufolano quindi nel laboratorio, e Toros spiega che effettivamente lui venne ad informarlo dell'instabilità, ma poi, vi fu un incidente e la macchina fece sparire Waddlemeyer. Non potendo accettarlo, Ocalina ruba la chiave e tenta di attivare il RAMROD, rivelando che non crea cose dal nulla ma le prende da altre dimensioni. Infatti, come Qui, già da tempo sospettoso nei riguardi del macchinario e del suo creatore, scopre sfogliando il diario di Isabella che la chiavetta del RAMROD riporta le incisioni di Solego, uno scienziato che teorizzò che ogni mondo di finzione è in realtà vero e presente in un'altra dimensione e, quindi, possibile da contattare. Toros, quindi, vuota il sacco: il RAMROD è instabile, ma la sua invidia nei confronti dell'intelligente Waddlemeyer l'ha portato a prendersi il merito della macchina. Quindi, Toros attiva il RAMROD tentando di spingere tutti in un'altra dimensione, ma con l'intervento di Ocalina e Darkwing, Toros evocando dal RAMROD i cattivi della serie TV di Darkwing Duck. Dopo aver catturato Paperone e i ragazzi, Toros viene raggiunto da Bradford: si scopre che Bulba è anch'esso un membro della FOWL, ma il suo piano potrebbe farli scoprire, mandando all'aria il loro piano di regnare sul caos. In tutta risposta, Bradford viene imprigionato con i nipoti, mentre Paperone viene esiliato nella serie originale di DuckTales - Avventure di paperi. Darkwing intanto decide di affrontare i supercriminali, fermare Toros e spegnere una volta per tutte il RAMROD, ma viene messo in fuga da loro. I nipoti riescono nel frattempo a scappare con Bradford fino al RAMROD, ma appena giunti, scoprono che lui è il capo della FOWL e, dal panico, li getta nel RAMROD. Darkwing scopre che il RAMROD ha una potenza limite e se questo viene superato, l'intero tessuto temporale rischia di andare distrutto, quindi prova a salvare la situazione da solo, ma viene catturato dai cattivi. Ocalina e Jet, quindi, provano a raggiungerlo e, dopo aver salvato Darkwing e battuti i malvagi, Ocalina prende l'estrema decisione di salvare i Paperi, ma il RAMROD si sovraccarica per l'ultima volta, risucchiando i malvagi di Darkwing Duck e, anche a costo di non poter più rivedere il nonno, è costretta a distruggere il RAMROD. Toros viene arrestato, Bradford riesce a scappare, non prima di aver avvertito Paperone che non è finita. Drake si offre di prendersi cura di Ocalina finché non troveranno un modo di riunirla al nonno e Jet, commosso, decide di aiutarli nella loro missione: di giorno lavorerà con Paperone e di sera verrà a Saint Cannard ad aiutarli.

## L'impossibile fuga dal deposito

### Trama
Scoperto che Bradford è a capo della FOWL, Paperone deve prendere in mano la situazione: Gaia e Tata alleneranno Paperino, Quo e Qui nella difesa, mentre egli, con l'aiuto di Della e Qua, si assicurerà che il Deposito sia sicuro e a prova di invasione.
Paperone ha fatto installare delle trappole da Archimede e Miss Paperett e chiede a Della e Qua di provare a eluderle mentre sono in modalità test. Dopo aver avuto problemi a superare la prima stanza, Paperone decide di disattivare le trappole, ma il sistema blocca ogni tentativo di accedervi: adesso è diventata una situazione di vita o di morte. Dopo molte peripezie, i tre riescono a superare tutte le misure di sicurezza, ma ogni trappola superata demoralizza Paperone: più trappole battono, più aumentano le chance della FOWL di superarle senza problemi. Nel mentre infatti Bradford ha preso controllo delle difese e aizza contro i tre un robot-Paperone, che, con un inganno, Qua riesce a mettere fuori combattimento.
Qui intanto continua a cercare nel diario di Isabella il motivo per cui FOWL è così interessata ai suoi misteri, mentre Tata e Paperino si assicurano di proteggere la villa e Gaia addestra i ragazzi nel combattimento. Solo dopo aver sfinito Qui mentalmente e fisicamente Gaia capisce di essere stata troppo dura, tuttavia Tata la sprona a non demordere, per poi venire rinsavita da Paperino e i ragazzi, che le fanno capire che, anche se hanno una spietata organizzazione spionistica alle calcagna, non miglioreranno se si massacrano a vicenda.
Subito dopo, Tata riceve un SOS e avverte Paperone: mentre erano occupati, FOWL ha rubato i Misteri ritrovati di Isabella, ma ancora sfugge il motivo per cui li vogliano. Paperone però è certo su una cosa: non devono più giocare in difesa, ma in attacco.

## La spada divisa di Swanstanstine!

### Trama
Giunti a Istanbul, Paperone, i ragazzi, più Violet e Lena, sono pronti a cercare i tre pezzi della spada di Swanstantine. Purtroppo, essendo anch'essa una dei tesori mai trovati di Isabella, anche la FOWL è alla ricerca della spada. Airone ingaggia un duello contro Paperone, costringendo i ragazzi a diversi in coppie per trovare la spada prima degli altri agenti.
Quo e Gaia trovano l'impugnatura su una statua posta in cima ad un palazzo, ma sono accecati da una bomba flash di Gandra. Nonostante ciò, però, Quo è incredibilmente agile e raggiunge in un baleno la cima. Quando poi i due recuperano la vista, Gandra tenta di nuovo di ri-accecarli, ma Gaia rispedisce la bomba indietro, accecando Gandra che precipita dal palazzo, atterrando sana e salva sui rifiuti.
Qua e Violet trovano l'elsa nello Speziatorio, un locale dei bassifondi frequentato da criminali, dove Qua si fa riconoscere come un pericoloso truffatore, ladro e raggiratore. Sul punto di convincere il proprietario a vendere a loro l'elsa in suo possesso, entra anche Rockerduck per lo stesso motivo. Per risolvere la questione, i due dovranno ingerire tre piccantissime spezie, e il primo che suda perde la possibilità di comprare l'elsa. Rockerduck pare avere la vittoria assicurata, con le papille gustative rovinate dalla criogenia, ma Violet vince al posto suo e si aggiudicano l'elsa e l'ammirazione di tutti, anche dopo che Rockerduck rivela la loro vera identità, in quanto Qua ha effettivamente compiuto gesta ancora più incredibili del suo falso alter ego.
Qui e Lena, invece, trovano la lama incastonata nella bussola della piazza principale e, proprio mentre Becco d'Acciaio lì attacca, Lena ferma il tempo con la sua magia, suggerendo di trovare un modo per poterlo neutralizzare, ma Qui non vuole risolvere la faccenda in maniera violenta e ipotizza altre soluzioni, nessuna delle quali funziona nelle simulazioni proposte da Lena. D'improvviso, compare un'altra versione di Qui, violento e rabbioso, che era stato represso per evitare la via violenta. Lena quindi, alla luce della sua esperienza, gli spiega che dovrebbe essere equo con tutte le sue emozioni, compresa la rabbia e ora in equilibrio con sé stesso, Quo riesce a battere Becco d'Acciaio e si aggiudica la lama.
La spada è ricomposta e, nonostante i quattro agenti la sottraggono, questa obbedisce solo chi è tutt'uno con la propria forza interiore, e la spada vola nelle mani di Paperone, donando a lui e ai ragazzi un'armatura che rifletta tale forza. Gli agenti battono in ritirata, ma Airone, contattando Bradford, gli comunica che "hanno quello per cui sono venuti": una piuma di uno dei paperi.

## Un nuovo dio dell'Olimpo

### Trama
Paperone e i ragazzi tornano sconfitti da una spedizione per recuperare la corona di Gengis Khan e Paperone si convince che debba trovare una squadra più affiatata. I ragazzi, demoralizzati, vengono consolati da Della e, subito dopo, entrano alla villa Zeus, Cicognercole e Selene: gli dei si sono stufati di Zeus e lo hanno privato dalla sua corona d'alloro e dei suoi poteri e hanno mandato Selene e Cicognercole a trovare un successore. Selene offre a Della il titolo, ma questa convince la dea a far provare ai ragazzi. Selene li mette alla prova, dandogli la corona, che dona a loro un potere divino a loro scelta e dovranno metterli alla prova in una versione virtuale di Paperopoli: Qua, diventando il re della ricchezza, trasforma tutto in oro; Qui, diventando il dio della massima conoscenza, quasi impazzisce spiegando a tutti come il loro futuro sarà rovinato; Gaia, diventando la dea dell'amicizia, diventa una tirannica dea, quando ordina alla gente di essere gentile; e Quo si dimentica di diventare dio e si esibisce in una semplice break dance. Nessuno passa la prova e i ragazzi si demoralizzano di più.
Cicognercole, intanto, volendo offrire il titolo a Paperino, lo trova impegnato in un appuntamento con Paperina, che manda in fumo. Approfittando di ciò, Zeus, che per riconquistarsi il titolo capisce che dovrebbe salvare tutti dai Titani come in passato, convince Cicognercole a farli evadere dal Tartaro in modo che Paperino e Paperina, combattendoli, possano sentirsi uniti come lui ha fatto con Era. Convinto, Cicognercole libera quindi il Titano Corvus, che attacca la villa e divora Paperino e i tre dei, che dentro il suo stomaco sono privati dei poteri. Mentre Della e Paperone scalano il titano, Paperone si domanda dove siano i ragazzi e Della gli spiega tutto. Mentre i due vengono divorati da Corvus, Paperone fa in tempo a scusarsi con i ragazzi che, spartendosi la corona d'alloro e i poteri, attaccano il titano affiancati da Paperina, liberando tutti. Paperina perdona Cicognercole e Paperino, Paperone si congratula con i ragazzi e Zeus si riprende la corona e i poteri, portando Corvus nel Tartaro.

## La prima avventura!

### Trama
Londra, anni sessanta. Un giovane Bradford Buzzard, contabile della SHUSH, decide di allearsi con la criminale Airone Nero e fondare la FOWL, dopo aver sentito il direttore De Paperis ridicolizzare la sua decisione di assumere il controllo del mondo al fine di prevenire eventi caotici.
Qualche decennio dopo, Paperone si ritrova costretto a badare ai suoi nipoti Paperino e Della, in quanto la loro madre Ortensia deve badare a suo marito, finito in ospedale per via di un loro scherzo. Subito dopo, la neo-direttrice SHUSH, Beakly, informa Paperone che deve prendere parte ad una spedizione per ritrovare un potente artefatto: il Papiro del Vincolo - in grado di esaudire alla lettera ogni desiderio sopra scritto- prima della FOWL. Paperone accetta la missione e decide di portarsi dietro anche i nipoti. I tre partono verso il Trapezio delle Bermuda, ma i piloti del volo si rivelano essere Airone e Bradford, che tentano di ostacolare il loro tragitto. Raggiunto il papiro, Airone si fa avanti e lo sottrae, chiedendo al Papiro di eliminare gli "assistenti di Paperone", ma questi non fa sparire i nipoti, essendo loro la sua famiglia. Bradford si arrabbia con Airone: utilizzando il Papiro, ella sta contribuendo al caos e per di più i Paperi ora sanno della sua presenza. Non trovando altra soluzione, Bradford chiede al Papiro che i paperi dimentichino che lui è mai stato con loro. Paperone si impossessa del papiro e, mentre Airone tiene in ostaggio Della e Paperino, Paperone chiede al Papiro di sparire finché il degno erede dei de' Paperoni non lo ritroverà, quindi Airone è costretta a lasciare andare i ragazzi, se un giorno vorrà ritrovare il Papiro.
Tornato a casa, Paperone decide quindi di passare l'amministrazione delle Industrie de' Paperoni a Bradford, così potrà passare il tempo in altre avventure con la sua famiglia.

## Lotta per il Castello de' Paperoni!

### Trama
Ogni cinque anni, Paperone fa visita al Castello dei de' Paperoni, gestito dai suoi genitori, poiché protetto da una nebbia magica che si dirada proprio ogni cinque anni, ma le nebbia è misteriosamente scomparsa in anticipo di quattro anni. Paperone e i ragazzi si dirigono al castello, anche per ritrovare un altro mistero di Isabella: la Cornamusa dei de' Paperoni, in grado di dare vita a ciò che non l'aveva. Paperone si riunisce ai genitori, ma un altro ospite è giunto al castello: Matilda, la sorella maggiore di Paperone, anch'essa una donna d'affari giramondo, ma di affari strani (quali fattorie di emù). Come non lo era con il padre, Paperone non è in buoni rapporti neanche con lei, essendo entrambi desiderosi di avere la propria statua nel prossimo piedistallo dell'ala della fama dei de' Paperoni. Gaia e Qui assistono a questa rivalità, ma la paperotta, non essendo pratica di rivalità fraterne, si intromette nelle loro discussioni, peggiorando le cose, coinvolgendo nella faida fraterna anche i genitori e pure i nipotini. Intanto, Macchia Nera e la sua scagnozza Pepper, una Testa d'uovo esuberante ma molto furba, trovano la cornamusa dentro la statua di uno de de' Paperoni, ma Pepper schiaccia lo strumento dando vita alle statue, che si mettono a bisticciare come bambini. Nel caos generale, Paperone e Matilda notano come Gaia si stia deprimendo a tale scena, quindi decidono di far rivolgere la loro rabbia sui due agenti FOWL, ma questi de-animano le statue e, dopo aver perso la Cornamusa, si ritirano. I de' Paperoni fanno pace e rimontano l'ala della fama scusandosi a vicenda.

## Paperone salva il Natale

### Trama
Paperone avrà anche accettato di celebrare apertamente il Natale, ma ha ancora qualcosa contro Babbo Natale, qualcosa che i nipoti, i gemelli e Gaia ancora non conoscono, ma per loro fortuna, conosceranno la risposta. Babbo Natale bussa alla porta, debole e con una gamba rotta, venuto a chiedere a Paperone di sostituirlo, promettendo in cambio di non tornare più alla Villa (permettendo a Paperone di risparmiare sulle trappole di Natale). Paperone accetta e Babbo Natale ne approfitta per spiegare ai ragazzi l'odio di Paperone: quando vendeva carbone nel Klondike, Paperone incontrò Babbo Natale durante il suo primo giro di consegne, intenzionato a "riscaldare il cuore della gente" con i doni da lui costruiti, mettendosi in associazione con Paperone per aiutarlo a vedere il suo carbone in modo da riscaldare anche le case entro la notte di Natale a tutta la gente del mondo. Tuttavia, pochi giorni mancavano a Natale e consegnare doni a tutti sarebbe stato impossibile, quindi, i due andarono a cercare la Feliz Diamantal, un diamante che rallenta il tempo per l'utente, protetto da renne volanti, che riuscirono ad addomesticare con le campanelle di Babbo Natale, e da un gigantesco pupazzo di neve, che Paperone sciolse col carbone. Tuttavia, il giorno della vigilia, i due si trovarono in disaccordo: Babbo Natale voleva consegnare i regali e il carbone gratis, cosa che a Paperone non piacque affatto, ritirandosi dalla società e portandosi via il proprio carbone. Tornando al presente, Babbo Natale, Paperone e Gaia girano per il mondo consegnando i regali e l'astio di Paperone pare a poco a poco affievolirsi, ma in realtà, Paperone non ha consegnato i regali, ma li ha sostituiti con del carbone, non per cattiveria, ma poiché ritiene che il carbone sia più utile dei frivoli giocattoli che dureranno sì e no pochi giorni, ma è costretto a ricredersi quando, consegnando l'ultimo pacchetto, un'infreddolita bambina si affeziona al carbone vestendolo come una bambolina, non preoccupandosi più del freddo. Tornando alla slitta, Paperone scopre anche che Babbo Natale non era affatto ferito: tutta questa messinscena era per addolcire il cuore di Paperone e per fargli capire il vero spirito del Natale. Paperone si scusa e fa pace con Babbo Natale, quindi, per rimediare al danno, invita la famiglia e, con le renne, si dividono per sostituire in tempo il carbone con i veri regali. Infine, Paperone dona a Babbo Natale il telecomando delle trappole natalizie: ora è il benvenuto quando vuole.

## Una corazza per Becchis

### Trama
Fenton sta lavorando ad un progetto segreto all'oscuro di tutti assieme a Gandra Dee, agente della FOWL: il Robocloud, un mondo virtuale di costruzione che i due condividono per continuare i loro appuntamenti e poi condividere col mondo, una volta che i glitch saranno sistemati. Qui, che sta aiutando Fenton con i suoi esperimenti e Robopap con le sue missioni, rimane affascinato dal progetto di Fenton e entra dentro il mondo virtuale, trovandoci Gandra, che confessa di lavorare per FOWL solo perché sono gli unici che finanziano i suoi esperimenti: per questo hanno creato il Robocloud, in modo da poter avere un laboratorio virtuale senza il pericolo di ferire o distruggere ciò che ti circonda e quando il Cloud sarà completato Gandra potrà lasciare la FOWL per sempre. Qui accetta di mantenere il loro segreto, ma la madre di Fenton inizia a fiutare qualcosa di sospetto. Intanto, Mark Becchis, vicino alla bancarotta e in netto calo di popolarità, scopre accidentalmente del Robocloud e lo hackera, prendendone possesso in modo così da spiare le invenzioni della gente e produrle prima di loro. Intrappolato, Fenton comunica all'esterno dicendo a Qui di rivelare a tutti il segreto e, poco dopo, Archimede, Edi, l'agente Cabrera e Qui entrano nel Robocloud a salvarli e fermare Mark, ma questi riesce a privarli di tutte le loro armi e usarle contro di loro, finché Gandra non trova una soluzione, sfidando Mark ad avere un'idea originale: così facendo si ritrova senza niente e viene scacciato dal Robocloud. Risolto tutto, Archimede si complimenta con i due per il loro progetto e riesce a fermare i glitch. Finalmente il Robocloud è completo e pronto alla pubblicazione. L'agente Cabrera accetta la relazione di suo figlio e Gandra e la ragazza prova a lasciare la FOWL, ma Bradford non è d'accordo, dando ordine alle Teste d'Uovo di rinchiuderla nella "Biblioteca".

## Il carico perduto di Kit

### Trama
Anni fa, la FOWL assunse un Kit Nuvoletta, pilota di Cape Suzette, per recapitargli una strana pietra, che fu persa in mare quando Kit tentò di seminare Don Massacre.
Tempo dopo, Della, Qui e Quo si dirigono a Cape Suzette per recuperare la pietra, che si scopre essere la Pietra del Che Era, uno dei misteri mancanti di Isabella. Giunti sul luogo incontrano Kit, vecchio compagno di Della alla scuola di aviazione, che ha ereditato dal suo mentore la compagnia di trasporti aerei, lasciandosi alle spalle il suo hobby di surfista di nuvole, abilità che gli vale l'ammirazione di Quo, che ha appena imparato dalla madre a pilotare un aereo. Kit li conduce quindi sull'isola dove la pietra dovrebbe essere caduta, dove vengono attaccati da animali ibridi: Kit allora rammenta che quel giorno, oltre alla pietra, trasportava anche degli animali che però si erano fusi: la pietra, difatti, fonde le creature a lei vicine ("ciò che era è adesso una sola cosa"). I Paperi trovano la pietra, ma anche i pirati di Don Massacre, assoldati dalla FOWL per recuperarla. Della riesce quindi a fuggire con la pietra in groppa ad un farforso, inseguita dai pirati. Quo tenta di salvarla usando il surfa-nuvole di Kit, ma Qui gli fa capire che non è bravo, facendo nel contempo accettare a Kit di essere un pessimo pilota. Così, con Quo alla cloche e Kit sul surfa-nuvole, riescono a sbaragliare Massacre e recuperare la pietra. Tornati a Cape Suzette, un'altra notizia attende Kit: la banca gli ha pignorato l'aereo che è stato rilevato dalla sua sorella acquisita, Molly Cunningham, che lo assume come acrobata nel suo circo. Intanto, Massacre, rimasto in mezzo al mare con l'aereo a pezzi (e senza ciurma, fusasi con altri animali), riesce a impossessarsi di una scheggia della Pietra.

## Vita e crimini di Paperon de' Paperoni

### Trama
Paperone e Qua vengono portati in una dimensione magica nota come la Corte Karmica, gestita da un segugio infernale, dove tutte le azioni di Paperone, buone o cattive, saranno messe al peso della bilancia della giustizia cosmica. Con grande terrore di Qua, ad aver accusato lo zio è Tonty che, desideroso di vendicarsi di Qua, ha stretto un'alleanza coi nemici di Paperone per annientarlo. Qua si offre allora di fare da avvocato ad un preoccupato Paperone. Il primo testimone è Famedoro, che accusa Paperone di avergli rubato l'amore dei Paperopolesi quando provò a ottenere una gemma mentre era seguito da una troupe televisiva, ma Paperone era giunto prima ed aveva salvato i cronisti che Famedoro si era rifiutato di salvare: la sua accusa non regge.
Il secondo testimone è Mamma Bass, che accusa Paperone di aver rovinato suo nonno quando ottenne da lui il possesso di Forte Paperopoli, rivelando come imbrogliava i match di braccio di ferro e di averla così resa una criminale. Tuttavia Qua, continuando a vedere il suo flashback, capisce che Mamma Bass era già corrotta dentro. Neanche la sua accusa regge.
L'ultimo testimone, che spaventa Paperone, è Amelia. La fattucchiera racconta del loro primo incontro: mentre dominava un villaggio a fianco del fratello gemello Gennarino, Paperone giunse al loro castello per recuperare la Numero Uno rubata da un esercito di ombre da loro evocato, li sfidò e Amelia (contro il parere del fratello) accettò, ma durante lo scontro Paperone defletté un incantesimo che colpì accidentalmente Gennarino, trasformandolo in un corvo non antropomorfo.  Amelia chiese a Paperone di aiutarla a prendere il fratello, ma questi si rifiutò e Gennarino volò via. Amelia si mise a cercarlo senza risultati, divenendo così la rancorosa fattucchiera oggi conosciuta.
Non avendo modo di giustificare quest'azione dello zio, Qua riconosce che talvolta non sono le circostanze a creare nemici, e quindi chiede scusa a Tonty, che lo perdona e si ritira. Paperone, a sua volta, chiede scusa e chiede di non essere giudicato per i suoi errori per l'umiltà per averli ammessi, ma questo fa volgere la situazione a suo sfavore: avendo ammesso le sue colpe, la Giustizia non può che giudicarlo colpevole, permettendo così ad Amelia, Mamma Bass e Famedoro di ottenere i suoi possessi. Qua riesce però a ribaltare la situazione a loro favore usando le parole di Famedoro: Paperone avrà creato loro, ma anche loro hanno forgiato quello che Paperone è adesso, di conseguenza anche lui ha diritto allo stesso livello di giustizia. La richiesta viene accolta, e il miliardario viene quindi giudicato innocente.

## L'ultima avventura!

### Trama
È il compleanno di Gaia e i Paperi e tutti i loro amici festeggiano da Spassy. La festa tuttavia non è altro che una copertura per un'irruzione nel sottostante covo della FOWL, che purtroppo al loro arrivo è già stato evacuato, ad eccezione di due curiosi cloni di Gaia che rispondono al nome di Ely ed Evy. Nessuno dei Paperi ha un'idea precisa del perché le abbiano create e Tata si mostra fortemente preoccupata e tenta di tenerle lontane da Gaia, che tuttavia vi stringe prontamente amicizia: esse, osservando le sue ricerche, notano che Gaia conosce quasi niente dei suoi genitori. Gaia inizia ad avere dei dubbi e sua nonna non fa altro che evitare la verità, per poi fuggire con l'intento di fermare la FOWL pima che un misterioso segreto venga rivelato. Libere di girare per la villa, le due gemelle rivelano il loro vero scopo: rubare i misteri mancanti ritrovati dai Paperi, poiché in cambio Bradford racconterà la verità su di loro. Gaia, nel tentativo di fermarle, tramortisce Evy, si scambia di vestiti con lei, fingendosi catturata, e sale sul jet della FOWL. Qui la scopre e la segue, fingendosi a sua volta prigioniero. I Paperi notano l'assenza dei ragazzi ed inseguono il jet tramite il GPS nel telefono di Qui. Il jet giunge alla Biblioteca di Alessandria, ma Bradford non è contento: a quanto pare Gaia doveva venire di sua volontà o non potranno trovare l'ultimo mistero mancante.
Giunti sul luogo, Qui viene portato da Bradford, che rivela di essere il nipote di Isabella Finch, nonché la prima Giovane Marmotta del mondo, ed ha intenzione di concludere il lavoro di sua nonna e ritrovare tutti i misteri mancanti, per tenerli al sicuro ed evitare che Paperone causi altro caos. Mentre Qui riflette su queste parole, Gaia si sbarazza di Evy e scopre che le due papere sono cloni creati da una sua piuma, la pietra del Che Era e l'Acqua della Fonte della Anti-giovinezza, e che esiste un terzo clone, "Emy", che sua nonna portò via dalla base FOWL anni fa. I Paperi giungono alla Libreria: Archimede e Manny (che si scopre essere il Cavallo Senza Testa dell'Apocalisse) vengono subito catturati da Pepper e Macchia Nera, e Becco d'Acciaio neutralizza Darkwing, Jet e Robopap. Qui trova, rinchiusi in delle celle, Archimede, Gandra e Pico de Paperis, creduto morto, che illustra il piano di Bradford di "dominare il mondo" tramite il pre-annientamento del caos, e quindi anche dell'avventura: infatti, come Gandra spiega, ha invertito la funzione del RAMROD, che ora elimina oggetti e persone dall'esistenza e, assieme ai misteri, ha intenzione di eliminare anche la famiglia dei paperi e tutti i loro amici, intrappolati con loro. Qui viene scoperto ed anche lui rinchiuso. Paperone, Paperino e Della vengono attaccati da Rockerduck ma vengono salvati da Tata, che viene però sopraffatta da Ely, che non ha il coraggio di ferire. Tata viene affidata a Evy/Gaia e l'Arpa di Mervana in modo che riveli tutto quello che sa. Gaia la fa parlare e scopre che Tata, il giorno che attaccò la base FOWL, portò in salvo una giovane paperotta usata come esperimento, Emy, e la adottò dandole il nome di Gaia. Furiosa, Gaia getta il travestimento, ed accetta la proposta di Bradford di aiutarlo ad ottenere l'ultimo mistero mancante in cambio del perché è stata creata.
Quo, Qua, Violet, Lena, Ocalina, BOID e Edi, rimasti sull'aereo, si liberano di Don Massacre e corrono in cerca dei loro amici. Gaia intanto riesce a far comparire il Papiro del Vincolo, l'ultimo mistero mancante, scoprendo quindi di essere stata creata per distruggere Paperone, e viene messa al tappeto. Intanto l'avvoltoio racconta a Paperone il perché stia facendo tutto questo: vedendo sua nonna all'azione, capì che il caos causato dalle avventure causava sempre maggiore devastazione. Il miliardario però non si arrende e ingaggia una battaglia contro Bradford, nel frattempo armatosi della Spada di Swanstantine. Violet e Lena, intanto, trovano Macchia Nera e riescono a sconfiggerlo, liberando Manny, che riprende la sua vera forma, poi raggiungono Ocalina e BOID, intenti a salvare Jet da Becco d'Acciaio, che sfrutta un esercito di prigionieri, come la Banda Bassotti e Famedoro, sotto l'influsso del raggio intelligente.
Quo e Qua riescono a liberare solo Qui, Pico, Archimede e Gandra, prima di essere catturati tutti da Ely ed Evy. Mentre affronta Bradford, Paperone scopre che fu lui a rivelare a Della della Lancia di Selene dividendo così la famiglia, e dallo shock perde lo scontro. Fa poi portare Tata, Paperino e Della al portale del RAMROD e, minacciando di farli sparire, ordina a Paperone di firmare sul Papiro del Vincolo che, se giura di non compiere più avventure, i Paperi saranno lasciati in pace. Paperone, prima di accettare, osserva che, se veramente intendesse liberarsi di tutto ciò che è imprevedibile, Bradford dovrebbe eliminare anche i suoi colleghi, ed in risposta egli getta Airone e i due fratelli nel portale. Mentre ciò accade, Qui, Quo, Qua, Gaia, Emy, Ely, Archimede, Gandra e Pico stanno osservando tutto da una telecamera e Qui si domanda come è possibile che Gaia abbia ritrovato il Papiro, poiché Paperone fece in modo che solo un suo diretto discendente lo ritrovasse. Un'idea si forma nella testa dei presenti e Pico la conferma: Gaia è il clone di Paperone. Tutti sono scioccati, anche Ely ed Evy, che hanno appena perso quella che per loro era una madre (Airone), ma Gaia le rassicura che la famiglia non si vede in quelli che li mettono al mondo, ma a quelli che si prendono cura di loro. Convinte, le ragazze liberano gli ostaggi. Intanto Jet riesce a mettere in fuga Becco d'Acciaio e la sua banda di zombie. Nel frattempo, Paperone firma il contratto e Bradford, estasiato per la vittoria, attacca i paperi, che tentano di fermalo, finché Qua non scopre una falla nel suo contratto: Paperone può restare con la sua famiglia purché rinunci all'avventura, ma la famiglia è di per sé "la più grande avventura che ci sia". Il papiro si distrugge, avendo infranto la propria regola, e Bradford, persa la Spada, si ritrova debole, solo e circondato da Paperone, la sua famiglia, i suoi amici e i suoi nemici. Implorando pietà, Bradford viene trasformato da Amelia in un avvoltoio non antropomorfo. Ora che è tutto risolto e perdonato, tutti fanno ritorno a casa propria e Paperino e Paperina decidono di adottare Ely ed Evy mentre Paperone ancora si abitua all'idea di essere padre.